# Nephrotoma fontana
Nephrotoma fontana är en tvåvingeart som beskrevs av Oosterbroek 1978. Nephrotoma fontana ingår i släktet Nephrotoma och familjen storharkrankar. Inga underarter finns listade i Catalogue of Life.